# Acaimo
Acaimo est un Mencey (roi guanche) des îles Canaries du Menceyato de Tacoronte à Tenerife. Avec Beneharo et Bencomo, il s'opposa à la conquête espagnole.
Acaimo était le fils du premier Mencey de Tacoronte, lors de la division de l'île après la mort de son père Tinerfe le Grand, à la fin du XIVe siècle, hérité de ce territoire.
Au cours de la conquête, Acaimo a rencontré Bencomo pour repousser l'invasion, participant activement aux affrontements ultérieurs, dont certains sur son territoire (comme le massacre d'Acentejo). Finalement, au printemps 1496, après des défaites consécutives, Acaimo se rendit à Alonso Fernández de Lugo pendant la « Paz de Los Realejos ». Peu de temps après, il a été présenté à la cour des Rois catholiques par les Espagnols dans la péninsule ibérique.
On pense qu'il fut ensuite pris comme esclave et transféré à la république de Venise en 1496.

## Autres rois de Tenerife

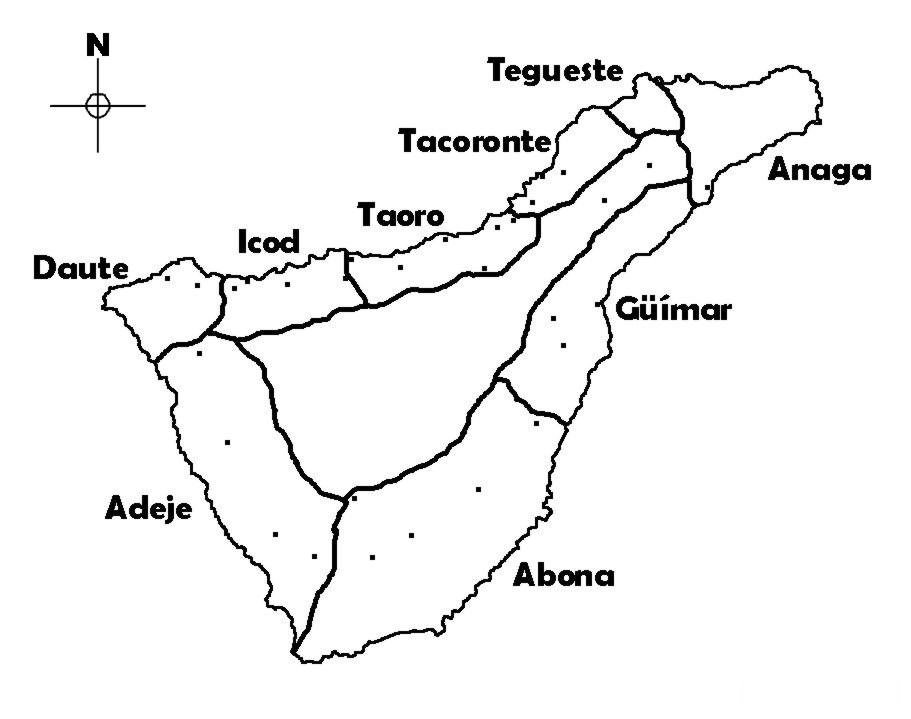
Menceyatos de Tenerife

Cent ans avant la conquête, Tinerfe régnait sur toute l'île unifiée de Tenerife.
À l'époque de la conquête espagnole, l'île de Tenerife comptait 8 autres menceyes :
- Adjoña : (Menceyato de Abona).
- Añaterve : (Menceyato de Güímar).
- Bencomo : (Menceyato de Taoro) - puis Bentor, à la mort de Bencomo.
- Beneharo : (Menceyato de Anaga).
- Pelicar : (Menceyato de Adeje).
- Pelinor : (Menceyato de Icode).
- Romen : (Menceyato de Daute).
- Tegueste : (Menceyato de Tegueste).